# Södermanlands runinskrifter ATA7551/92
Södermanlands runinskrifter ATA7551/92 är en vikingatida runsten i tre delar som hittades vid Örleds såg, Barva socken och Eskilstuna kommun. Fragmenten hittades 1992. Stenen lagades och restes 1997. Den står 50 meter nordöst om Barva kyrka.

## Inskriften
Translitterering av runraden:
...-- · lit · -aisa · stain · þinsa · iftiʀ · tu-ta · s-- ...----...
Normalisering till runsvenska:
... let [r]æisa stæin þennsa æftiʀ To[s]ta(?) s[un] ...
Översättning till nusvenska:
... lät resa denna sten efter Torste (?) (sin) son ...